# Джеймс Кейн
Джеймс Малахан Кейн (на английски: James Mallahan Cain) е американски писател и журналист. Смятан е за един от създателите на черния роман. По няколко негови произведения са заснети успешни филмови продукции.

## Биография и творчество

### Ранни години
Джеймс Кейн е роден в ирландско католическо семейство в Анаполис, Мериленд на 1 юли 1892 година. Син е на учител и оперна певица. През 1903 година семейството се мести в Честъртаун, където през 1910 година Джеймс завършва колеж. През 1918 година започва работа като журналист първо в „Baltimore American“, а след това в „The Baltimore Sun“. Присъединява се към армията и прекарва последната година от Първата световна война във Франция. 

### Самостоятелни романи
- The Postman Always Rings Twice (1934)
Пощальонът винаги звъни два пъти, изд.: „Колибри“ (1994), изд. „Skyprint“ (2012)
- Serenade (1937)
Серенада, изд.: „Христо Г. Данов“ (1987)
- The Butterfly (1938)
- The Embezzler (1940)
- Mildred Pierce (1941)
Милдред Пиърс, изд.: „Пергамент Прес“ (2012)
- Love's Lovely Counterfeit (1942)
- Double Indemnity (1943)
Двойна застраховка, изд.: „Христо Г. Данов“ (1991), изд. „Skyprint“ (2013)
- Past All Dishonor (1946)
- The Moth (1948)
- Sinful Woman (1948)
- Everybody Does It (1949)
- Jealous Woman (1950)
- Galatea (1953)
- The Root of His Evil (1954)
- Mignon (1962)
- The Magician's Wife (1965)
- Rainbow's End (1975)
- The Institute (1976)
- Cloud Nine (1984)
- The Enchanted Isle (1985)
- The Cocktail Waitress (2012)[2]

### Сборници
- Career in C Major (1947)
- The Baby in the Icebox (1981)

### Документалистика
- Sixty Years of Journalism (1985)

## Филмови адаптации
- 1934 – „She Made Her Bed“ по разказа „The Baby in the Icebox“
- 1939 – „Wife, Husband and Friend“ по разказа „Two Can Sing“
- 1939 – „Le Dernier tournant“ по романа „The Postman Always Rings Twice“
- 1939 – „When Tomorrow Comes“ по романа „The Root of His Evil“
- 1943 – „Натрапчивост“ (Ossessione) по романа „The Postman Always Rings Twice“
- 1944 – „Двойна застраховка“ (Double Indemnity) по едноименния роман
- 1945 – „Милдред Пиърс“ (Mildred Pierce) по едноименния роман
- 1946 – „Пощальонът винаги звъни два пъти“ (The Postman Always Rings Twice) по едноименния роман
- 1949 – „Everybody Does It“ по разказа „Two Can Sing“
- 1956 – „Slightly Scarlet“ по романа „Love's Lovely Counterfeit“
- 1956 – „Serenade“ по едноименния роман
- 1981 – „Пощальонът винаги звъни два пъти“ (The Postman Always Rings Twice) по едноименния роман
- 1982 – „Butterfly“ по едноименния роман
- 1995 – „Girl in the Cadillac“ по романа „The Enchanted Isle“
- 2011 – „Милдред Пиърс“ (Mildred Pierce) по едноименния роман